# Sanice
Sanice (deutsch Sänitz, sorbisch Senica) ist ein Kirchdorf in der Gemeinde Przewóz, Powiat Żarski, Polen. Es liegt im polnischen Teil der Oberlausitz zwischen Przewóz (deutsch Priebus, sorbisch Přibuz) und Rothenburg/O.L. an der Lausitzer Neiße nahe der ehemaligen sächsisch-schlesischen Grenze.

## Geographie

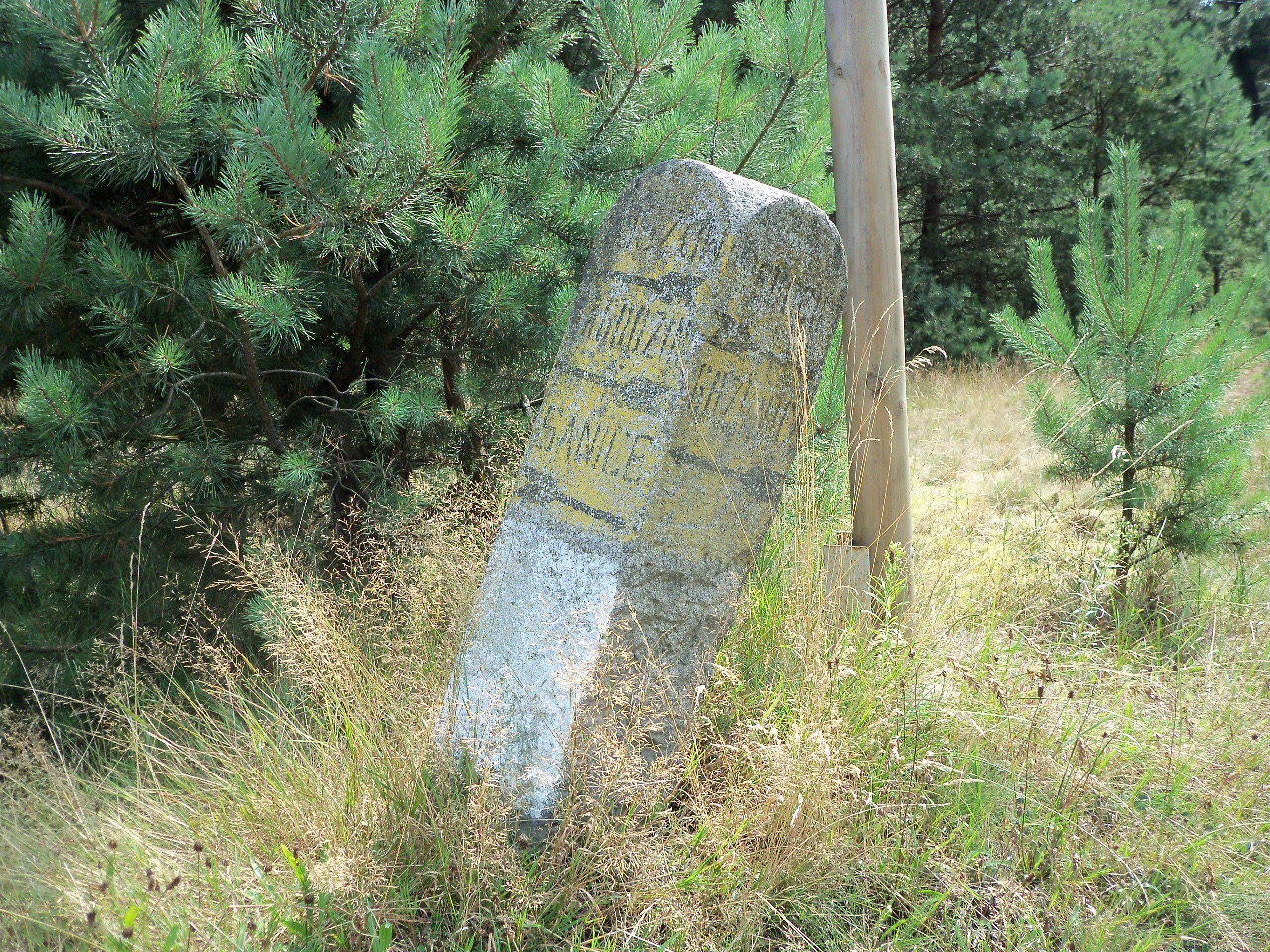
Alter Wegweiser mit der Aufschrift Sanice

Sanice liegt südlich der Droga wojewódzka 350, die nach der Grenzstadt Łęknica (Lugknitz) von der Droga krajowa 12 abzweigt und kurz darauf an der Neiße entlang nach Przewóz führt. Von dort aus führt sie weiter in südlicher Richtung durch Bucze (Buchwalde) und die nördlich von Sanice gelegene Ortschaft Dobrzyń (Dobers) und folgt in östlicher Richtung nach Lipna (Leippa) und weiter nach Gozdnica (Freiwaldau). Östlich und südöstlich von Sanice verläuft die Grenze zur Woiwodschaft Niederschlesien. Nach dem flussaufwärts gelegenen Dorf Sobolice (Zoblitz) ist Sanice die zweitsüdlichste Ortschaft der Woiwodschaft Lebus. An der deutschen Neißeseite liegen flussabwärts die Orte Ungunst, Steinbach und Klein Priebus.
Durch Sanice fließt die Żółta woda (Gelblach), welche in unmittelbarer Nähe in die Neiße mündet.

## Geschichte

### Ortsgeschichte
Sänitz wurde urkundlich im Jahr 1417 als Senicz erwähnt, bereits 1400 erfolgte die Nennung der Sandicer heyde. Gemeinsam mit dem Herzog von Sagan hat der Görlitzer Rat 1419 mehrfach Schützen in Richtung Sänitz entsandt, um gegen Räuber vorzugehen. Eine von Rothenburg aus versorgte Kapelle in Sänitz findet im Jahr 1421 Erwähnung. Vorher soll das Dorf laut einer handschriftlichen Chronik in Priebus eingepfarrt gewesen sein.
Während der Hussitenkriege hatte sich 1431 eine Gruppe Hussiten auf dem Rittergut Sänitz verschanzt, die der Görlitzer Rat festnehmen ließ, um sie gegen Gefangene der Hussiten auszutauschen.
Im ausgehenden 15. Jahrhundert und Anfang des 16. Jahrhunderts war Sänitz mehrfach Unterschlupf und Sammelplatz von Raubrittern, die Raubzüge in der Region um Freiwaldau, Rauscha, Muskau, Bunzlau und Sagan tätigten.

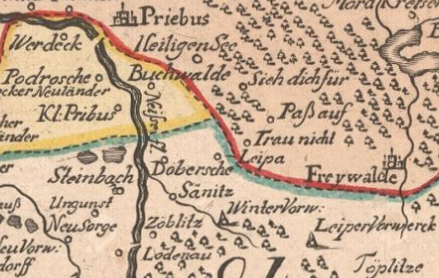
Ausschnitt der 1745 veröffentlichten Karte des Priebussischen Kreises nebst der Herrschaft Muskau, letztere in gelb, ersterer in rot

Mit der Standesherrschaft Muskau, die bis kurz vor Sänitz reichte, war das Dorf zeitweise verbunden.
Während des Dreißigjährigen Krieges (1618–1648) wurde der Gutsbesitzer Hans Kasper von Nostitz 1641 durch feindliche Truppen tödlich verletzt.
Der Muskauer Standesherr Kurt Reinicke von Callenberg ließ 1666 die 1566 erbaute Kirche durch einen größeren Neubau ersetzen. Ein zur Fachwerkkirche passender Turm wurde erst 1724 erbaut. Aus der Filialkirche der Rothenburger Kirche wurde 1772 eine vollwertige Schwesterkirche, in der Gottesdienste seitdem wöchentlich abgehalten und auch Taufen und Trauungen durchgeführt wurden. Vier Jahre später wurde Steinbach nach Sänitz eingepfarrt.
Während der Befreiungskriege wurde Sänitz 1813 von 70 Soldaten geplündert. Durch Festlegung während des Wiener Kongresses musste das Königreich Sachsen 1815 weite Landesteile abtreten, da es zuvor an napoleonischer Seite kämpfte. So gerieten unter anderem die Niederlausitz und ein großer Teil der Oberlausitz unter preußische Herrschaft. Durch die darauffolgende Verwaltungsreform in Preußen wurde Sänitz dem 1816 gegründeten Kreis Rothenburg (Ob. Laus.) zugeordnet.
In Sänitz bestand über 300 Jahre lang ein Eisenhammer. Mitte des 19. Jahrhunderts wurde in Ortsnähe eine Papiermühle gebaut. Die anfangs ungünstige Verkehrslage wurde durch den Bau der Chaussee von Uhsmannsdorf nach Lodenau verbessert. Der Bau der Kleinbahn Horka–Rothenburg–Priebus brachte Sänitz 1908 einen Bahnhof, der sich günstig auf den Absatz der Papierfabrik auswirkte. Während sie 1865 noch 5 Arbeiter beschäftigte, waren es nach dem Bau der Bahn etwa 200.
Am 1. April 1938 wurden die beiden Ortschaften Dobers und Steinbach mit insgesamt etwa 500 Einwohnern nach Sänitz eingemeindet, wodurch die Einwohnerzahl der Gemeinde auf rund 1200 stieg.
Gegen Ende des Zweiten Weltkriegs befanden sich im Ort Einheiten der 7. und 10. Infanteriedivision der 2. Polnischen Armee, woran heute ein Denkmal erinnert. Als nach Kriegsende die Oder-Neiße-Linie infolge der stalinistischen Westverschiebung Polens die neue Grenze zwischen Deutschland und Polen bildete, wurde Steinbach wieder eine eigenständige Gemeinde und Sänitz kam unter dem Namen Sanice an Polen. Die an der Neiße unterbrochene Bahnstrecke wurde auf polnischer Seite von den Polnischen Staatsbahnen übernommen und bis 1984 zwischen Sanice und Przewóz weiterbetrieben, während der Restabschnitt bis zur Neißebrücke abgebaut wurde.
In der 1975 durchgeführten Verwaltungsreform wurde Sanice der Woiwodschaft Grünberg zugeordnet. Bei einer erneuten Verwaltungsreform, in der zum 1. Januar 1999 die Zahl der Woiwodschaften reduziert und die Kreise wieder eingeführt wurden, kam Sanice zum Powiat Żarski in der neuen Woiwodschaft Lebus.

### Ortsname
Überlieferte Namensformen sind unter anderem Senicz (1417), Zeniz (1420), Senicz (1421) und Sehnitz (1518). Der Name leitet sich vom slawischen Wort sêno, obersorbisch syno ‘Heu’ ab, Sanice ist also ein Heuort.